# Joie Chitwood
George Rice Chitwood  (n. 14 aprilie 1912 - d. 3 ianuarie 1988), născut în Denison, Texas, сu rădăcini indiene, a fost poreclit "Joie" de un promotor de piese. A fost un pilot american de curse auto  care a evoluat în Campionatul Mondial de Formula 1 în sezonul 1950.

## Carieră
Chitwood și-a început cariera de conducere a cursei în 1934 pe o pistă în Winfield, Kansas. De acolo, a început să conducă cu mașina de sprint. În 1939 și 1940 a câștigat campionatul auto AAA East Coast Sprint. Între anii 1940 și 1950, el a concurat la Indianapolis 500 de șapte ori, terminând pe locul cinci în trei ocazii diferite. El a fost primul om care purta vreodată o centură de siguranță la Indy 500 

## Show-urile lui Joie Chitwood
Chitwood a organizat "Joie Chitwood Thrill Show", o expoziție, un show de conducere auto cu cascadorii care a devenit atât de reușită încât a renunțat la curse. A fost numit "Hell Drivers" (Șoferii dracului), el a avut cinci unități care, de peste patruzeci de ani, au vizitat toată America de Nord, atrăgând audiențe în orașele mari și mici, în special cascadori iscusiți cu abilități de luptă împotriva morții.
Popularitatea spectacolului a crescut atât de mult, încât în ianuarie 1967, show-ul de la Islip Speedway, New York, a fost difuzat de televiziunea ABC World Wide of Sports.
La 13 mai 1978, Joie Chitwood junior (31 august 1943) a stabilit un record mondial pe un Chevrolet Chevette, 9 km în doar 2 roți. Fiii săi, Joie junior și Tim, s-au alăturat show-ului auto și au continuat să ruleze "Joie Chitwood Show Chevy Thunder" după pensionarea tatălui lor. Spectacolul lui Chitwood a făcut ture pe teritoriu SUA în perioada 1945-1988. Nepotul său, Joie Chitwood III, este președintele Daytona  International Speedway și fostul președinte al Indianapolis Motor Speedway.

## Cascadorie
Chitwood a fost frecvent angajat de studiourile de film de la Hollywood fie în rol de cascador auto, fie în rolul de coordonator auto-cascadorie. În câteva ocazii el a apărut într-un rol minor, mai ales cu Clark Gable și Barbara Stanwyck în filmul din 1950 despre curse auto, To Please a Lady.
În 1973, Joie Chitwood Jr. este acreditat drept Coordonator de Cascadorie pentru filmul James Bond, Live and Let Die, unde a fost și șoferul-cascador și a apărut într-o scenă din film.

## Pensionare
Când Chitwood s-a retras, fiii lui au preluat afacerea. Joie Chitwood a murit în 1988, în vârstă de 75 de ani, în Tampa Bay, Florida.